# Doom
Doom va ser un grup anglès de punk hardcore de Birmingham, la primera formació del qual va estar activa entre 1987 i 1990. Malgrat la seva breu existència, Doom és considerat cabdal en l'auge del crust punk, juntament amb Discharge, un subgènere del punk rock influenciat per elements de l'extreme metal. A més, se'l considera com un dels primers precursors del grindcore. Doom també va ser un dels grups favorits del locutor John Peel a BBC Radio.

## Trajectòria
Doom va entrar a l'estudi per a enregistrar la seva primera maqueta el 28 d'agost de 1987. Malauradament, el baixista Pete Nash es va trencar el canell just abans, de manera que Jim Whitley de Napalm Death va haver de substituir-lo. Es van gravar tres cançons (dues de les quals van aparèixer a A Vile Peace).
A partir d'aquest primer enregistrament, Peaceville Records va proposar a Doom de gravar un LP, War is Big Business (1987), que el grup va vendre en format de casset als seus propis concerts. El febrer de 1988, Doom va entrar als estudis Rich Bitch i va gravar les 21 cançons del seu àlbum de debut War Crimes (Inhuman Beings).
Després de la dissolució del grup el 1990, Jon Pickering va formar Cain i Police Bastard, mentre que el bateria Tony «Stick» Dickens i el baixista Pete Nash es van unir a Extreme Noise Terror. Després Stick va tocar amb DIRT i Nash amb Filthkick i Cain.
El 2015, mentre Doom girava per Sud-amèrica, es va formar una allau humana a l'exterior del seu concert a Xile que va provocar la mort de tres assistents.

## Discografia

### Àlbums
- War Crimes (Inhuman Beings) LP (1988, Peaceville Records)
- Bury the Debt – Not the Dead split LP w/ No Security (1989, Peaceville Records)
- The Greatest Invention LP/CD (1993, Vinyl Japan)
- Pro-Life Control split LP/CD w/ Selfish (1994, Ecocentric Records)
- Rush Hour of the Gods LP/CD (1996, Flat Earth)
- World of Shit LP/CD (2001, Vinyl Japan)
- Corrupt Fucking System LP (2013, Black Cloud)[6]

### EP/Maquetes
- War is Big Business Demo Tape (1987, discarded tapes)
- Police Bastard 7-inch (1989, Profane Existence)
- Lost the Fight 7-inch (1993, Flat Earth/Nabate)
- Doomed to Extinction split 7-inch w/ Extinction of Mankind (1994, Ecocentric Records)
- Hail to Sweden 7-inch (1995, Pandora's Box)
- Pissed Robbed & Twatted – Live in Slovenia 7-inch (1996, Nuclear Sun Punk)
- Monarchy Zoo 7-inch/CD EP (1996, Vinyl Japan)
- split 10-inch w/ Cress (1998, Flat Earth)
- Consumed to Death (2015, Black Cloud)

### Recopilacions/reedicions
- Total Doom CD (1989, Peaceville Records)
- Doomed from the Start LP/CD (1992, Vinyl Japan)
- Fuck Peaceville 2xLP/CD (1995, Profane Existence)
- Peel Sessions CD (1996, Vinyl Japan)
- Doomed Again (2012, Agipunk)
- 25 Years of Crust Digital Sampler (2013, Moshpit Tragedy)

### Directes
- Live in Japan 7'' (1992, Ecocentric Records)
- Back & Gone Double Live CD & DVD Live video (2006, MCR)

### Aparicions de recopilatoris
- A Vile Peace LP (1987, Peaceville Records)
- Hardcore Holocaust (The 87-88 Peel Sessions) LP (1988, Strange Fruit Records)
- Spleurk! LP (1988, Meantime Records)
- Volnitza: The Worst of the 1 in 12 Club Vol. 6/7 2×LP (1989, 1 in 12 Records)
- Hardcore Holocaust II LP/tape (1990, Strange Fruit Records)
- Vile Vibes CD – (1990, Peaceville Records)
- Hardcore Resistance Tape (1991, Heed the Ball!)
- Endless Struggle: The Worst of the 1 in 12 Club vol. 12/13 2×LP (1995, 1 in 12 Records)
- Gay Pride 7-inch (1995, Rugger Bugger Records)
- Aftermath LP/CD (1999, Aftermath Records)